# Myelobia biumbrata
Myelobia biumbrata là một loài bướm đêm trong họ Crambidae.